# Claude Ruffier
Claude Ruffier (né  vers 1606 à Provins  mort le 16 mars 1674) est un ecclésiastique qui fut évêque de Saint-Paul-Trois-Châteaux de 1658 à 1674.

## Biographie
Claude Ruffier, né à Provins, est le fils d'un bourgeois de la ville Étienne Ruffier, procureur du roi et de Marie Grillié. Moine cistercien à l'abbaye de Chaalis, il devient docteur en théologie de la Sorbonne et ensuite pendant de longues années vicaire général de son oncle maternel Nicolas de Grillié, évêque d'Uzès. Il est nommé par le roi évêque de Saint-Paul-Trois-Châteaux en 1658 et consacré par son oncle l'année suivante. Dans son diocèse il fait appel aux dominicains pour combattre l'influence des calvinistes et bâtir le palais épiscopal. Il meurt d'apoplexie .